# Sie sollen ihn nicht haben
Sie sollen ihn nicht haben oder Der holländische Bauer ist eine Posse mit Gesang in drei Akten von Johann Nestroy. Die Uraufführung fand am 12. Jänner 1850 als Benefizabend im Wiener Carltheater statt.
Auf dem Theaterzettel wurde als Benefizgrund vermerkt: „In Folge des von Sr. Exzellenz dem Herrn Militär- und Civil-Gouverneur General Feldzeugmeister Freiherrn von Welden erlassenen menschenfreundlichen Aufrufes an die Bewohner der Haupt- und Residenzstadt Wien zu milden Gaben für die notleidenden Mitbürger“.

## Inhalt
Der unverbesserliche Schürzenjäger Vinzenz soll, weil er eine hohe finanzielle Zuwendung von seinem holländischen Onkel erwartet, auf Wunsch des Mandolettikrämers Krapfl dessen Tochter Amalie heiraten. Auch sie ist keineswegs in ihn verliebt, sondern will ebenfalls nur an seinem zukünftigen Reichtum teilhaben. Krapfl ist, ebenso wie Vinzenz, hinter der hübschen Köchin Lisi her, Vinzenz hatte außerdem ein Verhältnis mit der Waffelbäckerin Walpurga, das er aber wegen Amalie beendete. Als endlich der erwartete Geldkoffer ankommt – geliefert von der verkleideten Walpurga – befindet sich in ihm nur ein holländischer Bauernanzug. Der schwer enttäuschte Vinzenz schenkt ihn Lisi, die ihn verkaufen und mit dem Erlös auf einen Maskenball gehen will. Erst dann erfährt er durch einen Notizzettel, dass im Jackenfutter 50.000 Gulden eingenäht waren. Nun macht er sich auf die Jagd nach dem Bauerngewand:
„Sie sollen ihn nicht haben! Mein deutsches Leben setz' ich an den holländischen Rock!“ (Erster Akt, siebzehnte Szene)
Über Umwege – Lisi verkauft den Anzug an die Tanzlehrerin Hortensia, diese ihn gleich weiter an Mummer – ist er in dessen Maskenverleih gelandet und sowohl Vinzenz als auch Krapfl wollen ihn von dort zurückbekommen. Verwickelt wird das Ganze noch extra durch den Kraftmenschen Herkules Stark und sein Mündel Hortensia, die sich unwissend in die Suche einmischen, weil Hortensia Vinzenz für ihren geheimnisvollen Verehrer hält:
„So ist er endlich ans Licht getreten, mein unsichtbarer Baron?“ (Zweiter Akt, sechste Szene)
Auf dem Maskenball tauchen plötzlich noch weitere Holländer-Kostüme auf, weil Mummer Duplikate angefertigt hat, um mehr am Verleih zu verdienen. Mit all diesen Holländermasken knüpfen Vinzenz und Krapfl Kontakt an, sogar mit dem eher versehentlich derart verkleideten Herkules, doch der richtige Anzug bleibt unauffindbar. Walpurga, die Vinzenz noch immer liebt, steckt ihm ein Wechselpapier über 50.000 Gulden zu, das beinahe ebenfalls verloren geht. Schließlich lösen sich in einem allgemeinen Schluss-Quodlibet alle Verwirrungen und Vinzenz kehrt reumütig zu Walpurga zurück.
„Ja, dein, du zuckersüße Maide,
Will ich nun sein, wenn auch vor Neide
Vergehen diese beide, diese beide!“ (Dritter Akt, siebenunddreißigste Szene)

## Werksgeschichte
Als Vorlage für dieses Werk diente nach dem Vermerk auf dem Theaterzettel eine Posse von Charles Varin und Jean-François Bayard, deren Original nicht auffindbar ist, von dem es aber eine handschriftliche Übersetzung ohne Titelangabe in Nestroys Nachlass gibt. Der Hinweis im Humoristen, es sei dies eine einaktige Bluette (kleines, witzig-geistreiches Bühnenstück) namens Die wandernde Erbschaft ist unbewiesen, wenn nicht möglicherweise eine deutsche Bearbeitung des gesuchten Stückes diesen Titel trug.
Dieser Quelle folgte Nestroy im Aufbau ziemlich genau, er bearbeitete die Dialoge – übrigens durchaus eine Verbesserung des Originals –, fügte Pointen ein und lokalisierte Ort (Wien statt Paris) und handelnde Personen. So änderte er die Bretagner Tracht des Onkels in den titelgebenden holländischen Bauernanzug, da ihm erstere allzu frankreichbezogen erschien.
Johann Nestroy spielte den Gehilfen Vinzenz, Wenzel Scholz den Mandolettikramer Krapfl, Alois Grois den Gewölbdiener Wurler.
Eine Reinschrift von fremder Hand mit 46 Bogen ohne Umschlag, auf deren letzter Seite der ursprüngliche Titel Der holländische Bauer sowie ein sorgfältig geschriebenes Inhaltsverzeichnis von Nestroys Hand stehen, ist erhalten geblieben. Es gibt darin mehrere Streichungen (mit dem Zusatz „C[en]s[ur]“) und Einfügungen. Weitere Fragmente mit Couplet-Teilen, Monolog-Vorarbeiten, Aktschlüssen, einem Konzept des dritten Aktes, eine Übersetzung des französischen Originals von fremder Hand mit Arbeitsvermerken Nestroys (als Beweis für die Verwendung als Vorlage), sowie die Kopie eines Theatermanuskriptes mit dem Titel Sie sollen ihn nicht haben oder Der holländische Bauer sind ebenfalls noch vorhanden.

## Zeitgenössische Rezeption
Trotz der guten Rollenbesetzung fiel das Stück durch und erlebte lediglich drei Aufführungen (außer der Premiere nur noch am 13. und 14. Jänner 1850). Das Verhalten des Publikums und die Pressestimmen waren nahezu durchgehend negativ.
Nur die Nestroy stets gewogene Wiener Theaterzeitung von Adolf Bäuerle wollte den Autor am 15. Jänner gegen die Kritik etwas in Schutz nehmen, da an eine Faschingsposse keine übertriebenen Ansprüche gestellt werden dürften. Zum Grundsätzlichen stellte der Rezensent fest:
„Ein Teil des Publikums will seit einiger Zeit Herrn Nestroy keine Gerechtigkeit mehr widerfahren lassen. Mag er sich manchmal in der Wahl seiner Stoffe geirrt haben, mag es auch eine weniger spannende Handlung gewesen sein, an Witz und Laune hat er es noch nie fehlen lassen.“
Die Zeitschrift warnte davor, Nestroy könne wegen solcher übertriebener Kritik eventuell das Schreiben neuer Stücke gänzlich bleiben lassen, was ein großer Verlust für Wiens Theaterpublikum wäre.
In etlichen anderen Theaterkritiken, wie beispielsweise im Wanderer vom 14. Jänner, war mehr Ablehnung zu lesen:
„Obwohl der Verfasser in ahnungsvoller Erwartung sein dramatisches Kindlein ‚Sie sollen ihn nicht haben‘ mit dem anspruchslosen Prädikat ‚Faschingsposse‘ belegt, um dadurch jede scharfe Kritik zu entwaffnen, ist diese lose Szenenreihe, diese Schablonenarbeit doch gar zu nichtig, um von einem gebildeten Publikum geduldet werden zu können. […] Nestroy hat sich erschöpft, zersplittert.“
Besonders ätzend war wie immer Moritz Gottlieb Saphir im Humoristen vom 14. Jänner:
„‚Sie sollen ihn nicht haben oder: Der holländische Bauer oder: Es wäre wohl schön, aber, ich glaub', es wird nicht gehn oder: Die Flachheit und ihr Ende‘. Alle diese Titel passen auf Herrn Nestroys neuestes Fabrikat! – Wir achten das Publikum – nicht jene Klischnigg-Anseher, welche sich zuweilen im Leopoldstädter Theater einfinden – sondern das gebildete Wiener Publikum viel zu hoch, um ihm durch Besprechung dieser Blamage auf den Geist unserer Zeit eine Sottise antun zu wollen!“

## Spätere Interpretationen
Bei Otto Rommel wird die Aufführung als halbe Niederlage eingestuft, bei der es sich lediglich „um eine oberflächlich lokalisierende Bearbeitung eines in Nestroys Nachlass in handschriftlicher Übersetzung erhaltenen französischen Originals“ (Zitat) handle. An Nestroys Umarbeitung sei nur positiv bemerkenswert, dass er sorgfältig alle im Pariser Original vorkommenden Laszivitäten ausgeschieden habe.
Fritz Brukner/Otto Rommel stellen fest, es sei „im ganzen und großen: eine geschickte, aber flüchtige Überarbeitung, die überall des Original durchschimmern läßt, originell nur in den Details und im Dialog“ (Zitat).
Helmut Ahrens vermerkt kurz, dass die vier Premieren des Jahres 1850 im Carltheater, nämlich Sie sollen ihn nicht haben, Karikaturen-Charivari mit Heurathszweck, Alles will den Prophet’n seh’n und Verwickelte Geschichte! alle einen Durchfall erlitten hätten – Sie sollen ihn nicht haben im Speziellen komme als dünne Faschingsposse daher und alle zusammen wären „Komödchen auf Sparflamme“ (Zitat).